# Sportpark Höhenberg

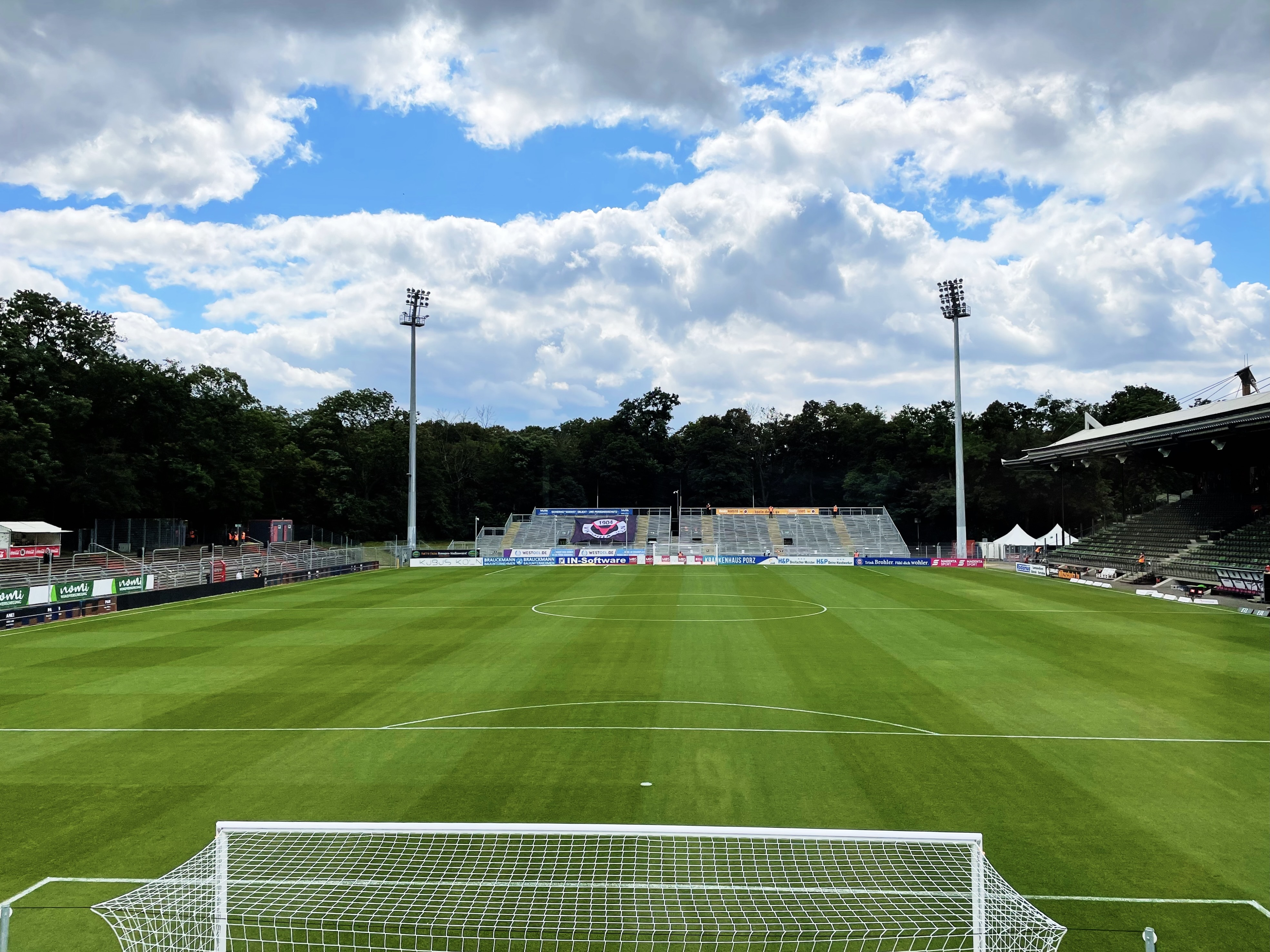
Blick auf die 2019 errichtete Südtribüne und den im Sommer 2021 neu verlegten Spielfeldrasen

Der Sportpark Höhenberg ist eine Sportanlage in der Merheimer Heide im rechtsrheinischen Kölner Stadtteil Höhenberg. Das zur Anlage gehörende Fußballstadion ist die Heimspielstätte des Fußballvereins Viktoria Köln. Derzeit bietet die Sportstätte 8.343 Plätze.

## Die Anlage
Die erste Sportanlage wurde im August 1921 eröffnet. Das vom VfR Köln 04 rrh. gebaute „VfR-Stadion“ war als reines Fußballstadion konzipiert und fasste 30.000 Zuschauer. Im Rahmen der Grüngürtelerweiterung wurde das Stadion zwischen 1929 und 1931 in ein Leichtathletikstadion umgestaltet und die Kapazität auf 18.000 Plätze reduziert. Die Wiedereröffnung als „Sportpark Höhenberg“ fand am 20. September 1931 vor 8.000 Zuschauern mit einem Freundschaftsspiel des VfR gegen Schalke 04 statt. Eine Sitzplatztribüne gab es erstmals 1969, als eine überdachte Stahlrohrtribüne für ca. 1.200 Zuschauer aufgestellt wurde. Kurz danach wurde auch die Gegengerade, die wie der Rest des Stadions nur aus Rasenwällen bestanden hatte, mit Stehtraversen befestigt. Die Kapazität reduzierte sich hierdurch auf 12.000. 
Ab Ende der 1980er Jahre wurde eine neue Sitzplatztribüne für 3.000 Zuschauer gebaut sowie die Gegengerade weiter befestigt.  Um Platz für die neue Tribüne zu schaffen wurde die Laufbahn entfernt und das Spielfeld in Richtung Gegengerade verschoben. Es ist seitdem wieder, wie zur Eröffnung 1921, ein reines Fußballstadion mit zeitweise bis zu 15.000 Plätzen.
Die Sportanlage verfügt über einen Kunstrasenplatz sowie eine Tennisanlage mit sechs Plätzen. In den 1990er Jahren hieß das Stadion zeitweise Flughafenstadion, da der Hauptsponsor des damaligen Regionalligisten SCB Preußen Köln, die Flughafen Köln/Bonn GmbH, die Namensrechte erworben hatte. Die Gesellschaft war zwar zwischen 2011 und 2015 wieder Hauptsponsor des Nachfolgevereins FC Viktoria Köln, eine erneute Umbenennung erfolgte jedoch nicht. Der Betreiber der Anlage ist die Kölner Sportstätten GmbH. 2011 wurde die Anlage für den Spielbetrieb in der NRW-Liga renoviert. Ab Mai 2012 wurde die Gegengerade erneuert und eine Flutlichtanlage installiert, um die Sportstätte für die Regionalliga tauglich zu machen. Die Gesamtkosten beliefen sich laut Betreiber auf rund 1,5 Millionen Euro.
Nach dem Aufstieg der Viktoria in die 3. Liga zur Saison 2019/20 wurde das Stadion durch Zusatztribünen auf die erforderliche Zahl von 10.001 Plätze erweitert.
Im Sommer 2021 wurde ein neuer Spielfeldrasen inklusive Rasenheizung verlegt. Dabei wurde auch die Beregnungsanlage erneuert. Für die stattfindenden Rugby- und American-Football-Spiele wurden zusätzlich zwei, jeweils einen Meter tiefe, Fundamente gesetzt, in die die Field-Goals eingesetzt werden können. Eine LED-Bande mit einer Länge von 105 Metern wurde ebenfalls installiert.
Nach der Senkung der Mindestkapazität für Drittligastadien zur Saison 2022/23 durch den DFB entschied man sich für die Demontage eines Teils der 2019 errichteten Stahlrohrtribüne, dadurch verringerte sich die Gesamtkapazität auf 8.343 Plätze, davon 5.117 Steh- und 3.226 Sitzplätze.
Unmittelbar südlich anschließend befindet sich die vereinseigene Anlage des TuS Köln rrh. 1874 mit zwei Fußballplätzen, wovon einer von einer blauen Kunststoffbahn umgeben ist, sowie mehreren Tennisplätzen. Die Anlage gehört zwar räumlich zum Sportpark Höhenberg, wird aber wegen des anderen Eigentümers oft nicht dazu gezählt.

## Nutzung
Das Stadion ist die Heimspielstätte von Viktoria Köln. Während des Konföderationspokals 2005 und der Weltmeisterschaft 2006 nutzten die Nationalmannschaften von Tunesien, Japan und Frankreich den Sportpark für Trainingseinheiten. Manchester United nutzte den Sportpark im August 2020 ebenfalls für Trainingseinheiten vor der Halbfinalpartie gegen den FC Sevilla in der UEFA Europa League 2019/20.

### Fankultur
Der Block 11 des Sportpark Höhenberg gilt als Herzstück der Viktoria Köln-Fanszene. Dieser Stehplatzbereich ist der zentrale Treffpunkt der aktiven Anhängerschaft und namensgebend für den Fanclub "Block 11 Höhenberg". Die Fanszene trägt wesentlich zur Stadionatmosphäre bei und sorgt durch Gesänge, Trommeln und Fahnen für Stimmung während der Heimspiele.
Bei wichtigen Spielen, insbesondere im DFB-Pokal oder beim Mittelrheinpokal, fungiert Block 11 als speziell ausgewiesener Stehplatzbereich für die Viktoria-Anhänger. Die Fanszene sieht den Sportpark Höhenberg als wichtigen Teil der Vereinsidentität und wendet sich gegen Bestrebungen, Spiele dauerhaft in größere Stadien zu verlegen, um den charakteristischen Rahmen des traditionellen Stadions zu erhalten.
Im Sportpark Höhenberg finden seit 2016 auch Rugby-Union-Länderspiele statt. Am 19. März 2016 fand im Stadion des Sportparks im Rahmen des European Nations Cup 2014–2016, der Europameisterschaft im Rugby-Union, das Länderspiel Deutschland gegen Spanien statt. Das ausverkaufte Spiel vor 6.214 Zuschauern endete 17:17 unentschieden. Am 11. März 2017 fand im Rahmen des Rugby Europe International Championships 2016/17 erneut ein Länderspiel der deutschen Rugby-Nationalmannschaft gegen Spanien statt, bei dem sich Spanien mit 32:15 durchsetzen konnte. Im Rahmen des Rugby Europe International Championships 2017/18 traf die deutsche Rugby-Nationalmannschaft am 18. März 2018 schließlich auf Russland. Vor rund 2.600 Zuschauern ging das Spiel jedoch mit 3:57 verloren. Zuletzt spielte Deutschland am 17. März 2019 im Rahmen des Rugby Europe International Championships 2018/19 erneut gegen Spanien, verlor jedoch erneut mit 10:33 die Partie. Verantwortlich für die Austragung der Länderspiele im Rugby-Union ist seit 2016 der RSV Köln.
Zur Saison 2021/22 wurde der Sportpark Höhenberg Endspielstadion des Mittelrheinpokals, der Fußball-Verband Mittelrhein legte den Standort bis 2026 fest.
Durch den Rückzug der Cologne Crocodiles aus der German Football League, vor Beginn der Saison 2023, und den dadurch frei gewordenen Terminen im Sportpark, fanden 2023 zwei European League of Football Heimspiele der Cologne Centurions in Höhenberg statt.

## Erreichbarkeit
Der Sportpark Höhenberg liegt an der Frankfurter Straße, der Bundesstraße 8. Etwa 900 m entfernt befindet sich eine Auffahrt zur B 55a, die nach einem Kilometer auf das Autobahnkreuz Köln-Ost führt. Die Haltestelle Sportpark Höhenberg der Stadtbahnlinie 1 sowie der Buslinien 151/152 ist nur 300 m vom Sportpark entfernt.

## Auszeichnungen
Die Sportanlage wurde im Jahr 1993 mit dem internationalen Architekturpreis des Internationalen Olympischen Komitees und der Internationalen Vereinigung Sport- und Freizeiteinrichtungen e. V. – kurz: dem IOC/IAKS Award – ausgezeichnet.